# Sopot Festival 2006
Sopot Festival 2006 – 43. edycja festiwalu muzycznego odbywającego się w sopockiej Operze Leśnej. Festiwal odbył się w dniach 1–3 września 2006 a organizowany był przez telewizję TVN. Pierwszego dnia miał miejsce Konkurs o Nagrodę Bursztynowego Słowika i Słowika Publiczności. Drugiego i trzeciego natomiast można było zobaczyć gości specjalnych.

## Pierwszy dzień
1 września miał miejsce konkurs o nagrodę Bursztynowego Słowika i Słowika Publiczności. W półfinale udział wzięło pięciu polskich wykonawców, z których wyłoniono jednego finalistę. Po półfinałach odbył się krótki recital Andrzeja Piasecznego – zwycięzcy ubiegłorocznego konkursu. Po jego występie odbył się finał 43. konkursu o Bursztynowego Słowika. Z siedmiu wykonawców (sześciu zagranicznych i jednego polskiego przedstawiciela) jury wyłoniło zwycięzcę konkursu i laureata nagrody. Galę poprowadziła Magdalena Mołek.

### Półfinał
| Lp. | Wykonawca                         | Piosenka               | Miejsce | Punkty |
| --- | --------------------------------- | ---------------------- | ------- | ------ |
| 1   | Gosia Andrzejewicz                | Pozwól żyć             | 3       | 16     |
| 2   | The Jet Set                       | Just Call me           | 4       | 87     |
| 3   | Mezo/Tabb & Mieczysław Szcześniak | Wstawaj                | 5       | 4      |
| 4   | Stachursky                        | Z każdym twym oddechem | 1       | 24     |
| 5   | Sumptuastic                       | Za jeden uśmiech twój  | 2       | 20     |

### Finał
| Lp. | Państwo         | Język           | Wykonawca        | Piosenka               | Miejsce | Punkty |
| --- | --------------- | --------------- | ---------------- | ---------------------- | ------- | ------ |
| 1   | Szwecja         | język angielski | Arash            | Arash                  | 3       | 40     |
| 2   | Łotwa           | język angielski | Brainstorm       | Thunder without rain   | 6       | 11     |
| 3   | Szwecja         | język angielski | Andreas Johnson  | Show Me                | 7       | 7      |
| 4   | Wielka Brytania | język angielski | Mattafix         | Big City life          | 1       | 63     |
| 5   | Grecja          | język angielski | Helena Paparizou | Mambo                  | 4       | 25     |
| 6   | Estonia         | język angielski | Vanilla Ninja    | Dangerzone             | 5       | 16     |
| 7   | Polska          | język polski    | Stachursky       | Z każdym twym oddechem | 2       | 58     |

### Jury
Jury Międzynarodowego Konkursu Sopot Festival zadecydowało o tym, kto zdobył nagrodę Bursztynowego Słowika.
W jury zasiedli:
- Krzysztof Cugowski – polski wokalista rockowy
- Wojciech Fułek – wiceprezydent miasta Sopot
- In-Grid – włoska piosenkarka pop dance
- Robert Kozyra – prezes Radia Zet
- Piotr Metz – dyrektor Sopot Festivalu, redaktor naczelny magazynu „Machina”
- Andrzej Piaseczny – polski wokalista pop-rockowy, autor tekstów, aktor telewizyjny
- Helena Vondráčková – czeska piosenkarka, aktorka i prezenterka telewizyjna

|            |                                                            | Głosy w finale |        |       |     |    |    |
| PUNKTY     | Polska                                                     | Włochy         | Czechy | Sopot | TVN |    |    |
| Uczestnicy | Szwecja Arash                                              | 40             | 8      | 8     | 8   | 8  | 8  |
| Uczestnicy | Łotwa                                                      | 11             | 2      | 2     | 2   | 2  | 3  |
| Uczestnicy | Szwecja Andreas Johnson                                    | 7              | 1      | 1     | 1   | 2  | 2  |
| Uczestnicy | Wielka Brytania                                            | 63             | 12     | 12    | 12  | 13 | 14 |
| Uczestnicy | Grecja                                                     | 25             | 4      | 4     | 4   | 6  | 7  |
| Uczestnicy | Estonia                                                    | 16             | 3      | 3     | 3   | 3  | 4  |
| Uczestnicy | Polska                                                     | 58             | 10     | 10    | 10  | 14 | 14 |
| Uczestnicy | Kraje w tabeli są uporządkowane w kolejności występowania. |                |        |       |     |    |    |

## Drugi i trzeci dzień
2 września podczas koncertu galowego, wystąpiła brytyjska gwiazda muzyki pop – Elton John. Artysta miał wystąpić w Sopocie już rok wcześniej, ale koncert nie doszedł do skutku. Tego samego dnia w Sopocie zaśpiewała inna artystka z Anglii – z pochodzenia Gruzinka – Katie Melua. Sopot Festival 2006 zakończył „Dzień Wspomnień”, czyli koncert gwiazd sopockiego festiwalu sprzed lat. Przed sopocką publicznością wystąpili: Helena Vondráčková, Drupi, Karel Gott, Maryla Rodowicz i Demis Roussos.